# Mathieu Tisson
Mathieu Tisson, né le 15 mai 1757 à Montpellier et mort le 8 mai 1825 dans la même ville, est un général français de la Révolution et de l’Empire.

## Biographie
Il entre en service le 2 octobre 1791 au 1er bataillon de volontaires de l'Hérault, en qualité de lieutenant. Lieutenant-colonel, chef du 3e bataillon de l'Hérault le 2 août 1792, il sert à l'armée des Pyrénées occidentales en 1793. Il parvient au grade de général de brigade le 15 mai 1793.
Le 22 juin, il se trouve au combat de la montagne de Louis XIV, et il mérite d'être honorablement cité pour sa conduite dans les journées des 24 juillet et 30 août suivants. Promu général de division le 5 octobre de la même année, il a la modestie de refuser, ne se croyant pas assez de talents pour occuper ce grade élevé. Appelé le 25 nivôse an II (14 janvier 1794), au commandement du département de l'Hérault, il réussit à préserver du pillage la ville de Montpellier. En l'an IV (1796), il passe dans le département du Vaucluse, et ramène le calme à Avignon, en désarmant les misérables qui se livrent au vol et à l'assassinat.
Suspendu de ses fonctions le 23 fructidor an V (9 septembre 1797), il est remis en activité dans la 9e division militaire le 7 vendémiaire an VI (28 septembre 1797), mais aussitôt admis au traitement de réforme. Il s'insurge contre cette mesure, et après plus de trois années de recours; le 17 ventôse  an IX (8 mars 1801), il est employé dans la 9e division militaire, où il dirige la lutte contre les contre-révolutionnaires.Le 29 messidor an X (18 juillet 1802), il est muté dans le nouveau département de Jemappes.
Créé chevalier de la Légion d'honneur le 19 frimaire an XII (11 décembre 1803), il passe à nouveau dans la 9e division militaire le 28 floréal (18 mai 1804) et obtient la croix de commandeur de la Légion d'honneur le 25 prairial suivant (14 juin 1804). À cette même date, il est nommé commandant de la place de Montpellier et général de division avec l'appui de Cambacérès.
Le 24 fructidor an XIII (11 septembre 1805), il sert à l'armée de Naples sous Gouvion-Saint-Cyr. Il passe dans l'armée du royaume de Naples, avec le grade de maréchal de camp, et commande, le 6 novembre 1806, la 3e division de l'Adriatique, la seule qui est sur le pied de guerre. Il est fait baron d'Empire début 1807. Alors qu'il est muté le 4 décembre 1807 à l'armée de Dalmatie; il demande sa mise à la retraite. Retraité le 9 décembre 1807, à cause de ses infirmités; il mène alors une activité locale (il siège au collège du département).Il reçoit de Louis XVIII la Croix de Saint Louis le 22 mars 1815. Il est mort le 8 mai 1825 à Montpellier.